# فرودگاه کینگیانگ
فرودگاه کینگیانگ (به انگلیسی: Qingyang Airport) یک فرودگاه همگانی با کد یاتا IQN است . این فرودگاه در کشور چین قرار دارد .

## شرکت‌های هواپیمایی و مقصدهای پروازی
| شرکت‌های هواپیمایی      | مقصدهای پروازی                |
| ---------------------- | ----------------------------- |
| چاینا یونایتد ایرلاینز | پکن نانیوان، لانجو ژنگچوان    |
| اسپرینگ ایرلاینز       | شانگهای پودنگ، یینچوان هیدونگ |
| تیانجین ایرلاینز       | لانجو ژنگچوان، شی‌آن شیان‌یانگ  |
| هاینان ایرلاینز        | بایون گوآنگجو، لانجو ژنگچوان  |